# 名古屋市西区主婦殺害事件
名古屋市西区主婦殺害事件（なごやしにしくしゅふさつがいじけん）とは、1999年（平成11年）11月13日に愛知県名古屋市で発生した殺人事件。
愛知県警察による正式名称は「西区稲生町5丁目地内における主婦被害殺人事件」。
2024年（令和6年）現在未解決である。被害者の夫は事件現場を借り続け、2013年（平成25年）8月より毎月、命日にあたる13日に情報提供を求める呼びかけを行っている。2020年（令和2年）2月5日に捜査特別報奨金制度の対象事件に指定された。

## 概要
1999年（平成11年）11月13日午後2時半ごろ、名古屋市西区稲生町のアパート内で主婦（当時32歳）が、首を刃物で刺されて死んでいるのがアパートの所有者（以下大家と記す）により発見された。犯行は当時2歳だった被害者の長男の目の前で行われた。

### 時系列
以下、愛知県警捜査一課・西警察署による捜査により判明し、新聞により報道された事件の流れを時系列で記す。全て11月13日の出来事である。
- 午前9時頃 - 被害者の夫が出勤[3]。
- 午前中（時刻不明） - 近所の住民によると、被害者宅で人が争うような大きな物音を聞いたという[3]。
- 午前11時頃 - 被害者が長男とともに近所の病院に出かける[3]。
- 正午頃まで - アパート北側に隣接する駐車場において、住民が車の手入れをしていた。この住民によれば、不審者の姿は見ていないという[4]。
- 正午から午後1時までの間 - 捜査本部では前後の出来事からこの時間帯を犯行時刻とみている[3][4]。
- 正午から午後1時までの間 - 車を手入れしていた住民とは別の住民が、被害者宅でタンスを動かすような大きな音がした直後、階段を駆け下りる音を聞いたという[4]。
- 午後0時半から午後2時頃 - 友人が3回被害者宅に電話を掛けていたが、いずれも応答がなかったという[3]。
- 午後2時頃 - 大家が家で採れた柿を届けようと被害者の部屋を訪れたが応答がなく、また無施錠であったため、部屋の中に入った。すると、首から血を流して倒れている被害者を見つけたため、119番通報した[3]。だが、その時点で既に死後2〜3時間は経っていたとみられる[3]。被害者はトレーナー・ジーパン姿で室内の廊下から居間に体を投げ出すような形でうつぶせになり倒れていた[3]。

## 犯人の特徴
足跡や血痕などから、犯人の特徴は以下の通り。
- 年齢は40歳〜55歳くらい（当時）の女[1]。

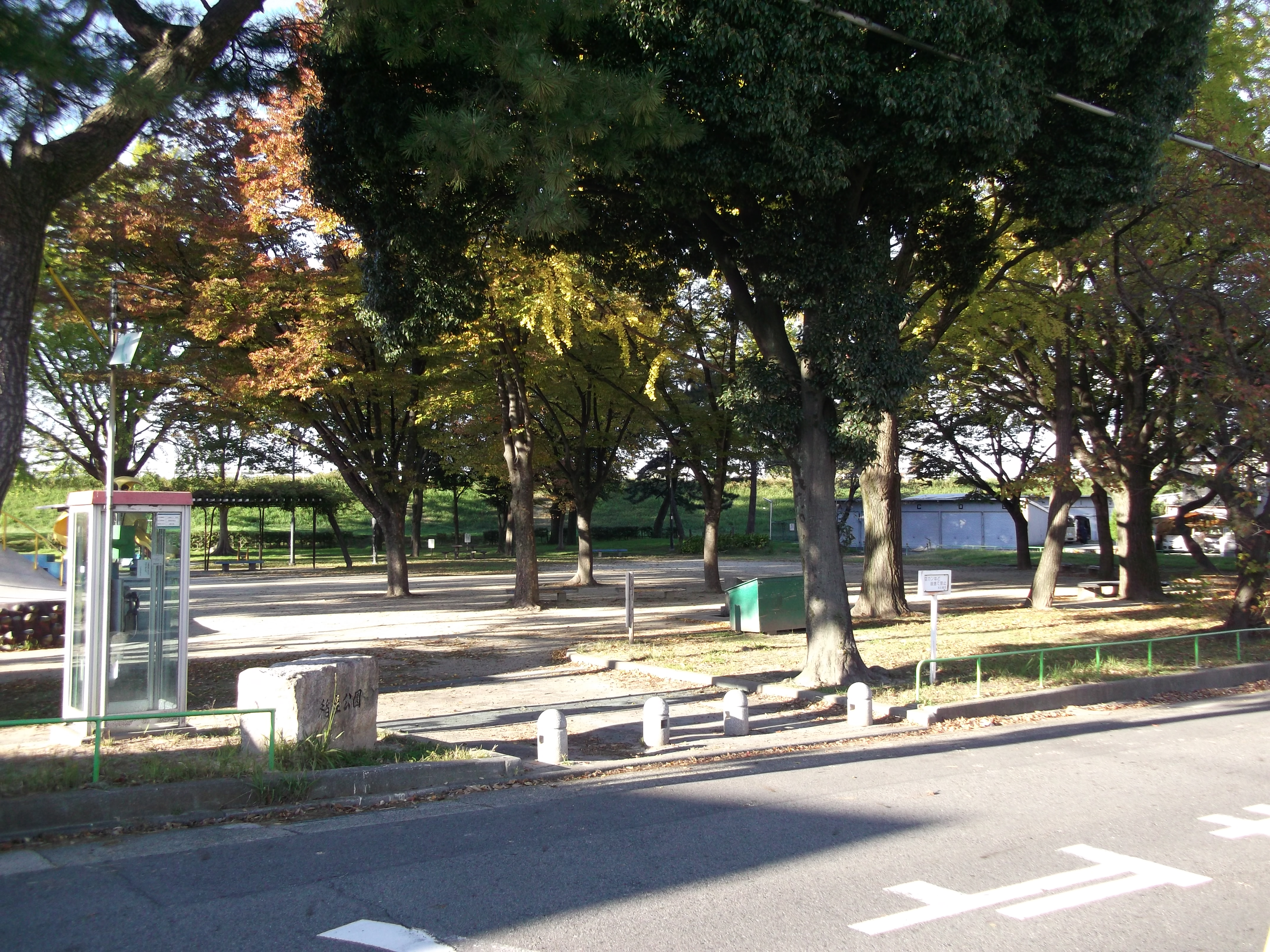
犯人が逃げたとみられる稲生公園

- 犯行時はかかとの部分が高い24cmの韓国製の量販品の婦人靴を履いていたとみられる[5][6]。
- 血液型はB型[6]。
- 被害者宅の洗面所および稲生公園の手洗い場付近に犯人が血を洗ったとみられる跡があることから、殺害の際に被害者ともみ合いになり、左右のいずれかの手にけがをしたとみられる[7]。
- 犯人はしばらく周辺の様子をうかがった後、現場から500mほど離れた稲生公園近くまで走って逃げたとみられる。
- 被害者宅には当時、被害者の他に2歳1か月の長男もいたが、無傷であった。また、被害者宅には物色された跡が無く、何も盗まなかったとみられる[3]。
- 犯行現場には、飲みかけの乳酸菌飲料が置いてあった。被害者家族ではこの飲料を飲む習慣がなく、犯人が持ち込んだ可能性が高い。この乳酸菌飲料は被害者宅周辺では配達・販売されていない商品で、被害者宅から約35km離れた西三河地区で販売されていた。